# Recchia gemignanii
Recchia gemignanii är en skalbaggsart som först beskrevs av Lane 1939.  Recchia gemignanii ingår i släktet Recchia och familjen långhorningar.
Artens utbredningsområde är Paraguay. Inga underarter finns listade i Catalogue of Life.